# Siphonandra
Siphonandra es un género con cuatro especies de plantas fanerógamas perteneciente a la familia Ericaceae.

## Taxonomía
El género fue descrito por Johann Friedrich Klotzsch  y publicado en Linnae 24: 24, 14. 1851. La especie tipo es: Siphonandra elliptica

## Especies
- Siphonandra elliptica
- Siphonandra magnifica
- Siphonandra mexicana
- Siphonandra pilosa